# Anna Maria Pecanins i Aleix
Anna Maria Pecanins i Aleix (Barcelona, 21 de juliol de 1930 - Ciutat de Mèxic, 8 de desembre de 2009) fou una pintora i galerista d'art mexicana d'origen català.

## Biografia
Era filla de la pintora Montserrat Aleix i germana de les galeristes d'art Maria Teresa (1930-2009) i Montserrat (1936), conegudes popularment a Mèxic com Las Pecas. Amb la seva germana Maria Teresa va estudiar a l'Escola Massana de Barcelona, on foren deixebles de Miquel Soldevila i Valls. El 1950 va marxar amb la seva família a Mèxic, on el seu pare, Jesús Pecanins i Fàbregas, hi havia estat nomenat per a un càrrec en una empresa industrial. Va treballar un temps com a encarregada a la Galeria Tussó, propietat de la seva germana Teresa, fins que el 1951 es casà i marxà als Estats Units amb el seu marit. El 1961 va tornar a Mèxic, i el 1964 va fundar amb les seves germanes la Galeria Pecanins, primer en un immoble de la colonia Juárez, i des de 1966 a la Zona Rosa, i més tard a la Colònia Roma, amb la idea de fer suport a les propostes d'artistes aleshores emergents com Francisco Corzas, Arnold Belkin, Arnaldo Coen, Philip Bragar, Fernando García Ponce, Leonel Góngora, José Muñoz Medina i Maxwell Gordon.
De 1972 a 1976 va obrir amb les seves germanes una sucursal de la Galeria Pecanins a Barcelona, al carrer de la Llibreteria, amb la finalitat de donar a conèixer artistes mexicans a Barcelona i artistes catalans a Mèxic, i que fou freqüentada per artistes llatinoamericans establerts a la ciutat com Gabriel García Márquez, Mario Vargas Llosa, José Donoso i Carlos Fuentes.
En 1992 organitzà amb les seves germanes al Palau Robert de Barcelona l'exposició A Mèxic: homenatge de Catalunya a Mèxic i el 2008 l'exposició Pintores catalanes en México, al Centro Cultural Español de Ciutat de Mèxic, on s'hi exposaren obres de Josep Guinovart, Antoni Tàpies, Joan Miró, Daniel Argimon i Granell, Joan Hernández Pijoan, Josep Bartolí i Guiu, Antoni Peyrí i Macià, Jordi Boldó, Alberto Gironella i Arcadi Artís i Espriu.
Anna Maria Pecanins va morir en un accident de cotxe el 8 de desembre de 2009, uns mesos després de la mort de la seva germana bessona Maria Teresa, morta a causa d'una aturada respiratòria provocada per un emfisema pulmonar. Un any més tard tancaria la Galeria Pecanins.